# Alexis Massenet
Pour les autres membres de la famille, voir Famille Massenet.
Alexis Massenet, né le 25 août 1788 à Strasbourg et mort le 1er janvier 1863 à Nice, est un maître de forges français.

## Biographie
Alexis Pierre Michel Nicolas Massenet est le fils de Pierre Massenet (1748-1824) et d'Hélène Mathieu de Faviers. Il sort diplômé de l'École polytechnique. Il sert comme ingénieur dans l'armée de Joseph Bonaparte en Espagne et se lie avec le maréchal Soult.
Soult introduit l'industrie des faux en acier cémenté France sous la Restauration et Massenet devient en 1817 le directeur de ses ateliers à Toulouse, exploitant notamment les forges du Bazacle. Il établit les usines métallurgiques de Saint-Juéry, qu'il dirige avec Marie-Joseph Garrigou. Il devient membre du Conseil général de la Haute-Garonne.
Mais en 1837 Massenet pense que l'acier fondu peut permettre de concurrencer les faux venant d'Allemagne ou d'Autriche et vient à Saint Étienne fonder l'établissement La Terrasse, d'abord avec Jean-Baptiste David puis en 1839 avec les frères Jackson, fils de James Jackson, qui depuis 1830 utilisent l'acier fondu dans leur usine d'Assailly. Les faux de la Terrasse obtiennent une médaille d'or à l'Exposition de 1844, et lui valent la Légion d'honneur. Il devient conseiller municipal de Saint-Étienne et membre de la Chambre de commerce de Saint-Étienne.
Après une nouvelle médaille d'or à l'Exposition de 1849, l'établissement est transféré à Pont-Salomon, une commune de la Haute-Loire limitrophe du département de la Loire. Mais une crise le contraint à céder ses parts à ses associés Jackson et Gerin.
En hommage, la salle de spectacle de Pont Salomon porte son nom.

## Famille
Il épouse Sophie Jägerschmid en 1816, puis Adélaïde Royer de Marancour en 1830. Il est le père de treize enfants, dont le général Edmond Massenet Royer de Marancour, Léon Massenet de Marancour et le compositeur Jules Massenet.